# Blaubeuren
Blaubeuren (phát âm tiếng Đức: [ˌblaʊ̯ˈbɔʏʁən]) là một đô thị thuộc huyện Alb-Donau, bang Baden-Württemberg, Đức. Đô thị này có diện tích 79,11 km², dân số thời điểm 31 tháng 12 năm 2020 là 12.434 người.